# Воргашор (приток Большой Ходыты)
Воргашор (устар. Ворга-Шор) — река в России, протекает по территории Приуральского района Ямало-Ненецкого автономного округа. Устье реки находится в 55 км по левому берегу реки Большой Хадаты. Длина реки — 12 км.

## Данные водного реестра
По данным государственного водного реестра России относится к Нижнеобскому бассейновому округу, водохозяйственный участок реки — Обь от города Салехард и до устья, речной подбассейн реки — бассейны притоков Оби ниже впадения Северной Сосьвы. Речной бассейн реки — (Нижняя) Обь от впадения Иртыша.